# Pedro Vázquez Villalobos
Pedro Vázquez Villalobos (ur. 16 września 1950 w Huisquilco) – meksykański duchowny rzymskokatolicki, od 2018 arcybiskup Antequery.

## Życiorys
Święcenia kapłańskie otrzymał 15 kwietnia 1979 i został inkardynowany do diecezji San Juan de los Lagos. Przez wiele lat pracował jako duszpasterz parafialny, zaś w latach 2010-2012 był wikariuszem generalnym diecezji.
31 października 2012 został mianowany biskupem Puerto Escondido. Sakry biskupiej udzielił mu 30 stycznia 2013 kard. Juan Sandoval Íñiguez.
10 lutego 2018 otrzymał nominację na arcybiskupa Antequery.